# Otar Korkiya
Otar Korkiya, en géorgien : ოთარ ქორქია, né le 10 mai 1923, à Koutaïssi, dans la République socialiste fédérative soviétique de Transcaucasie, mort le 15 mars 2005, à Tbilissi en Géorgie, est un joueur soviétique de basket-ball.

## Palmarès
- Finaliste des Jeux olympiques 1952
- Champion d'Europe 1947
- Champion d'Europe 1951
- Champion d'Europe 1953
- 3e du championnat d'Europe 1955